# Episodi di Duel Masters King MAX
Duel Masters King MAX (デュエル・マスターズ キングMAX?, Dyueru Masutāzu Kingu MAX) è stato trasmesso in Giappone dal 3 aprile al 28 agosto 2022 su TV Tokyo per un totale di 17 episodi. Le sigle sono rispettivamente Historia (lett. "Storia") cantata da Brdr (apertura) e Korekara (これから? lett. "Da ora in poi") di Coeur à Coeur (chiusura).

Il logo della serie

Joe ora frequenta la prima media e, sebbene sia un po' cresciuto, gli piace ancora duellare con i suoi amici. Mentre la pace regna sulla Terra, Abaku, un uomo che è stato trasformato in un demone, si prepara a mettere in atto un diabolico piano.

## Lista episodi
| Nº | Titolo italiano (traduzione letterale) Giapponese 「Kanji」 - Rōmaji | In onda        | In onda |
| Nº | Titolo italiano (traduzione letterale) Giapponese 「Kanji」 - Rōmaji | Giapponese     |         |
| 1  | Un acceso duello sul potere dei legami! Joe contro Deckie! 「キズナの力のジョー熱デュエル！ ジョーＶＳデッキー！」 - Kizuna no chikara no jō-netsu Dyueru! Jō VS Dekkī!                                                       | 3 aprile 2022  |         |
| 2  | Il folle piano di Abaku! Rianima l'ascesa dell'accademia dei re! 「アバクのキケンな計画！ 王来学園を復活させよ！」 - Abaku no kiken'na keikaku! Ōrai gakuen o fukkatsu sa seyo!                                               | 10 aprile 2022 |         |
| 3  | Il potere del nostro legame raggiunge il culmine! La nostra evoluzione Star MAX! 「キズナの力がクライマックス！ オレたちのスターＭＡＸ進化！」 - Kizuna no chikara ga Kuraimakkusu! Ore-tachi no Sutā Makkusu shinka!         | 17 aprile 2022 |         |
| 4  | Il legame tra Abaku e Hyde! Adesso, la verità sull'ascesa dell'accademia dei re sarà rivelata! 「アバクとハイドの因縁！ 今、明かされる王来学園の真実！」 - Abakuto Haido no in'nen! Ima, akasa reru ōrai gakuen no shinjitsu! | 24 aprile 2022 |         |
| 5  | Diventa ricco e torna indietro! Infiltrati nella villa del gruppo dei conigli! 「リッチになってカムバック！ ウサギ団の大豪邸に潜入せよ！」 - Ritchi ni natte Kamu Bakku! Usagi-dan no dai gōtei ni sen'nyū seyo!              | 1º maggio 2022 |         |
| SP | Speciale guardando al passato! Joe VS Deckie, un duello serio!! 「振り返りスペシャル！ジョーVSデッキー、本気のデュエマ！！」 - Furikaeri Supesharu! Jō VS Dekkī, honki no Dyeru!!                                             | 8 maggio 2022  |         |
| 6  | Grande evento per gli alunni di prima media! Scuola forestale di paura e amici! 「６年生のビッグイベント！ 恐怖と友ジョーの林間学校！」 - 6-nensei no Biggu Ibento! Kyōfu to tomo Jō no rinkan gakkō!                         | 15 maggio 2022 |         |
| 7  | Padre Katta torna a casa! Una giornata con la famiglia Kirifuda! 「父・勝太の帰宅！ 切札家、水入らずの日ジョー！」 - Chichi Katta no kitaku! Kirifuda-ka, mizuirazu no hi Jō!                                                 | 22 maggio 2022 |         |
| 8  | Draghi e demoni in una battaglia mortale! Katta Kirifuda contro Hyde Tennoji! 「ドラゴンと鬼の死闘！ 切札勝太ｖｓ天王寺ハイド！」 - Doragon to oni no shitō! Kirifuda Katta vs Ten'nōji Haido!                                | 29 maggio 2022 |         |
| 9  | Ritrova la tua anima! Ferma la resurrezione di Jaoga! 「魂を取り戻せ！ ジャオウガ復活を阻止せよ！」 - Tamashī o torimodose! Jaouga fukkatsu o soshi seyo!                                                                     | 5 giugno 2022  |         |
| 10 | Duello all'ascesa dell'accademia dei re! Joe Kirifuda contro Abaku Onifuda! 「王来学園の決闘！ 切札ジョーｖｓ鬼札アバク！」 - Ōrai gakuen no kettō! Kirifuda Jō vs Onifuda Abaku!                                             | 12 giugno 2022 |         |
| 11 | Il disastro di draghi e demoni!? Scatena il Joragon sigillato! 「ドラゴンと鬼の災厄！？ 封印されしジョラゴンを解き放て！」 - Doragon to oni no saiyaku!? Fūin sa reshi Joragon o tokihanate!                                  | 19 giugno 2022 |         |
| 12 | Vibrazioni di madre natura! Joragon reincarnato! 「大自然のバイブス！ 生まれ変わりし、ジョラゴン！」 - Dai shizen no baibusu! Umarekawari shi, Joragon!                                                                       | 26 giugno 2022 |         |
| 13 | Sfidanti inaspettati!? Un pericoloso duello atletico per la vita! 「意外なる挑戦者たち！？ 命がけのデュエマ大運動会！」 - Igainaru chōsen shatachi!? Inochigake no Dyeru dai undōkai!                                         | 3 luglio 2022  |         |
| 14 | Corri con il potere dei legami! La grande battaglia dell'ascesa dell'accademia dei re! 「キズナの力で突入せよ！ 王来学園大決戦！」 - Kizuna no chikara de totsunyū seyo! Ōrai gakuen daisakusen!                              | 10 luglio 2022 |         |
| 15 | Il sangue del demone sta ribollendo! Il vero desiderio di Abaku Onifuda! 「鬼の血がたぎる！ 鬼札アバク真の望み！」 - Oni no chi ga tagiru! Onifuda Abaku shin no nozomi!                                                      | 17 luglio 2022 |         |
| 16 | Riprenditi tutto ciò che ti spetta! Il pareggio dei legami al culmine! 「己の全てを取り戻せ！ クライマックスキズナドロー！」 - Onore no subete o torimodose! Kuraimakkusu kizuna Dorō!                                        | 24 luglio 2022 |         |
| SP | Speciale guardando al passato! L'ultimo duello di Katta!! (prima parte) 「振り返りスペシャル！勝太のラストデュエマ！！前編」 - Furikaeri Supesharu! Katta no Rasuto Dyeru!! Zenpen                                            | 31 luglio 2022 |         |
| SP | Speciale guardando al passato! L'ultimo duello di Katta!! (seconda parte) 「振り返りスペシャル！勝太のラストデュエマ！！後編」 - Furikaeri Supesharu! Katta no Rasuto Dyeru!! Kōhen                                           | 7 agosto 2022  |         |
| SP | Speciale guardando al passato! La battaglia finale tra Joe e Abaku!! (prima parte) 「振り返りスペシャル！ジョーとアバクの最終決戦 ！！前編」 - Furikaeri Supesharu! Jō to Abaku no saishū kessen!! Zenpen                     | 14 agosto 2022 |         |
| SP | Speciale guardando al passato! La battaglia finale tra Joe e Abaku!! (seconda parte) 「振り返りスペシャル！ジョーとアバクの最終決戦 ！！後編」 - Furikaeri Supesharu! Jō to Abaku no saishū kessen!! Kōhen                    | 21 agosto 2022 |         |
| 17 | Grazie! L'ultimo duema del mio unico amico! 「ありがとう！ 最後の友ジョーデュエマ！」 - Arigatō! Saigo no tomo jō Dyeru! | 28 agosto 2022 |         |